# Saro Cutty Sark
Saro A17 Cutty Sark là một loại máy bay lưỡng cư của Anh, được chế tạo vào giữa hai cuộc thế chiến. Do hãng Saunders-Roe (còn gọi là SARO) thiết kế chế tạo.

## Quốc gia sử dụng

### Quân sự
Trung Hoa Dân Quốc
 Dominican Republic
- Không quân Dominica

 New Zealand
- Không quân Hoàng gia New Zealand

 Anh Quốc
- Không quân Hoàng gia

## Tính năng kỹ chiến thuật (phiên bản dùng động cơ Genet Major)

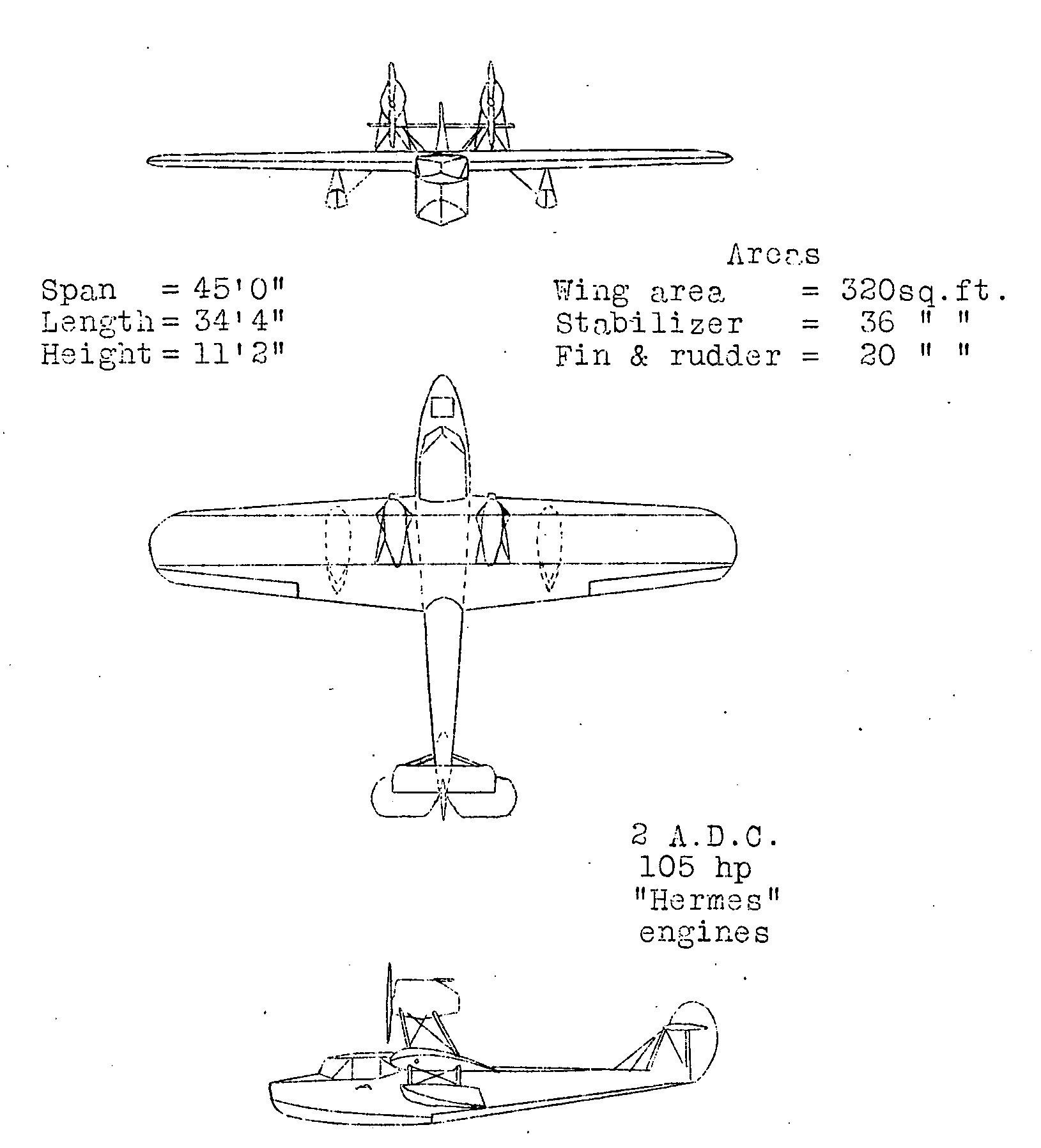
Saro Cutty Sark

Dữ liệu lấy từ British Civil Aircraft 1919-1972:Volume III 
Đặc điểm tổng quát
- Kíp lái: 2
- Sức chứa: 2 hành khách
- Chiều dài: 34 ft 4 in (10,46 m)
- Sải cánh: 45 ft 0 in (13,72 m)
- Chiều cao: 11 ft 2 in (3,40 m)
- Diện tích cánh: 320 ft² (29,7 m²)
- Trọng lượng rỗng: 2.725 lb (1.239 kg)
- Trọng lượng có tải: 3.900 lb (1.770 kg)
- Động cơ: 2 × Armstrong-Siddeley Genet Major, 140 hp (104 kW)  mỗi chiếc

 Hiệu suất bay 
- Vận tốc cực đại: 107 mph (93 knot, 172 km/h)
- Vận tốc hành trình: 90 mph (78 knot, 145 km/h)
- Tầm bay: 315 dặm (274 nmi, 507 km)
- Trần bay: 9.000 ft (2.740 m)
- Vận tốc lên cao: 500 ft/phút (2,5 m/s)